# Герасимова, Юлия Анатольевна
Юлия Анатольевна Гера́симова (укр. Юлія Анатоліївна Герасимова; род. 15 сентября 1989, Одесса) — украинская волейболистка, центральная блокирующая. Победительница Евролиги 2017 года. Участница трёх чемпионатов Европы (2017, 2019, 2021). Мастер спорта Украины. Героиня вирусного ролика в TikTok.

## Биография

### Спортивная карьера
Родилась 15 сентября 1989 года в Одессе. Мать и отец Юли никаким образом не были связаны со спортом, но поощряли её занятия, например, плаванием. В классе была самой высокой из девочек и хорошо играла в пионербол и даже в футбол с мальчиками.
С 12-летнего возраста являлась воспитанницей одесской детско-юношеской спортивной школы № 8. Первый тренер — Ирина Васильевна Ищук. 
На протяжении своей спортивной карьеры выступала за украинские команды «Химик» (2004—2017), «Орбита-ЗТМК-ЗНУ» (2015—2016), позднее за турецкие «ТЕД» (2016—2018), «Карайоллары» (2018—2021),  а с 17 декабря 2021 года выступала за днепровский «Прометей».  
В июне 2022 года, после вторжения России на Украину, вынужденно переехала в Польшу, где выступила в составе клуба «Ролески» (Тарнув), победившего в первой национальной лиге и вернувшегося в сильнейший дивизион. 
В составе южненского «Химика» пять раз побеждала в национальном первенстве и играла в полуфинале континентального Кубка вызова (2014/2015). Трёхкратный обладатель кубка Украины. Двукратный серебряный призёр Кубка Украины.
В составе сборной Украины стала победительницей Евролиги 2017 года. Участница трёх чемпионатов Европы (2017, 2019, 2021). Мастер спорта Украины.

### Вирусная популярность
18 января 2022 года СК «Прометей» провёл четвертый раунд Лиги чемпионов против польского клуба «Девелопрес» (Жешув); в начале февраля в TikTok был опубликован эпизод из трансляции этого матча, на котором Юлия (во время одного из технических перерывов) со скамейки запасных подбадривала своих партнеров танцевальными движениями. Опубликованный в сети ролик стал вирусным (за три недели количество просмотров превысило 90 миллионов), благодаря чему Юлия Герасимова приобрела широкую известность.

### Семья и личная жизнь
Имеет старшую сестру.
С 2014 года замужем за украинским баскетболистом Денисом Парвадовым.

## Достижения

### Со сборной
- Чемпион Евролиги 2017

### С клубами
- Пятикратный чемпион Украины (2011, 2012, 2013, 2014, 2015)
  - Серебряный призёр чемпионата Украины (2016)
- Трёхкратный обладатель Кубка Украины (2014, 2015, 2022)
  - Двукратный серебряный призёр Кубка Украины (2011, 2012)